# Marcus Goldman
Pour les articles homonymes, voir Goldman.
Marcus Goldman (né le 9 décembre 1821 à Trappstadt - mort le 20 juillet 1904) est un homme d'affaires germano-américain. Né en royaume de Bavière, il émigre aux États-Unis en 1848 et fonde Goldman Sachs en 1869.

## Jeunesse et émigration
Marcus Goldman naît de Ella et Wolf Goldman, une famille ashkénaze de Trappstadt. Il immigre aux États-Unis à partir de Francfort-sur-le-Main lors de la première vague d'immigration massive de juifs vers l'Amérique, conséquence de la révolution de Mars.
Sur le sol américain, il travaille comme marchand ambulant, puis tient une boutique à Philadelphie. Goldman rencontre et épouse Bertha Goldman, une Allemande ayant émigré la même année que lui.

## Marcus Goldman & Co.
En 1869, Marcus Goldman déménage avec sa femme et ses cinq enfants à Manhattan et fonde Marcus Goldman & Co., spécialisé en gestion d'effets de commerce.  
Goldman gère jusqu'à 5 millions de dollars américain par an en papier commercial.  

## Samuel Sachs
La plus jeune fille de Marcus Goldman, Louisa, épouse Samuel Sachs.
En 1882, Marcus Goldman invite son beau-fils à rejoindre l'entreprise et renomme cette dernière M. Goldman and Sachs. La compagnie croît rapidement dans les années 1880 au fur et à mesure qu'elle gère un capital croissant. En 1885, Goldman recrute son fils Henry et son beau-fils Ludwig Dreyfuss dans l'affaire et renomme la firme en Goldman Sachs & Co. 
En 1894, Henry Sachs rejoint la firme, qui s'inscrit à la bourse de New York en 1896.

## Retraite et mort
À sa retraite, Marcus Goldman laisse la firme entre les mains de son fils Henry Goldman (en) et de son beau-fils Samuel Sachs. En 1904, deux des fils de Samuel Sachs, Arthur et Paul, joignent la firme tout de suite après leurs études à l'Université Harvard. 
À l'été 1904, Marcus Goldman meurt.
Le neurochirurgien Ernest Sachs est son petit-fils, fils de sa fille Rosa.